# Upper Liard (Yukon)
Upper Liard ist ein Ort im kanadischen Yukon westlich von Watson Lake am Alaska Highway, unweit der Grenze zu British Columbia. 
145 der 178 Einwohner gehörten 2006 der Liard First Nation an. Dieser Gruppe, die auch um Two Mile lebt, gehörten im Januar 2009 insgesamt 1072 Menschen an. Ihre Sprache ist das Kaska, das zur athabaskischen Sprachfamilie gehört, wobei sie nahe mit dem Talhtan, Sekani, Beaver, Slavey sowie dem nördlichen und südlichen Tutchone verwandt ist. 
Der Name Liard geht auf französische Pelzhändler zurück, die den namengebenden Fluss Rivière aux Liards, also „Fluss der (kanadischen) Pappeln“ nannten. 

## Geschichte
Das traditionelle Gebiet der Kaska lag am oberen Liard, am Frances und am Hyland River. Dort lebten sie von der Jagd und dem Sammeln.
Als erste Pelzhändler in die Region kamen, zogen die nomadischen Liard in die Nähe des Handelspostens Lower Post am Zusammenfluss von Dease und Liard River im nördlichsten British Columbia.
Während des Zweiten Weltkriegs bauten die USA ab 1942 den Alaska Highway. Dabei entstand die 195 m lange Upper Liard River Bridge, die Watson Lake mit Upper Liard verband. Dies veränderte die Lebensweise der Indianer in weiten Teilen des Yukon. Die meisten von ihnen wurden sesshaft.
Im Laufe der 1980er Jahre nahmen mehrere Stämme Verhandlungen mit der Regierung auf, einige erreichten Landnutzungsverträge. Schließlich erreichten sie, dass sie der Aufsicht des Department of Indian Affairs and Northern Development entzogen wurden. Damit erhielten sie Selbstregierungsrechte und verhandelten um Landansprüche bzw. Kompensationen. 2000 erreichte Häuptling Daniel Morris durch Verhandlungen in Ottawa, dass Holzeinschlagslizenzen widerrufen wurden, die das Labiche-Gebiet betrafen.
2004 beteiligte sich die Regierung an einem Hausbauprogramm mit 619.382 Dollar.
2007 erwarb der Stamm drei der vier Hotels in Watson Lake, dazu einen Appartementblock.
2001 unterzeichneten die Liard ein Abkommen mit dem Territorium über die Landnutzung und Konsultationspflichten der Rohstoffunternehmen, die in ihrem Gebiet tätig werden wollen. Doch sahen sich die Liard unter Führung ihres Häuptlings (Chief) Liard McMillan um Kompensationen betrogen, so dass er im Januar 2008 entsprechende Klagen ankündigte. Hintergrund war ein Streit mit der Ross River First Nation, die vereinbarungsgemäß mit Minengesellschaften Kompensationen aushandeln sollte, während die Liard das gleiche mit Öl- und Gasgesellschaften veranlassen sollten. Die Liard kündigten jedoch diese Vorgehensweise auf, die für das gesamte traditionelle Gebiet der Kaska-Gruppen Bestand haben sollte.
Im September 2008 machte sich, bedingt durch die Weltwirtschaftskrise, ein drastischer Einbruch bei der Nachfrage nach Rohstoffen bemerkbar. Dementsprechend gingen die Anmeldungen für die von der Liard First Nation Development Corp. in Watson Lake durchgeführte Versammlung aller Rohstoffexploratoren stark zurück.